# Rhodacarellus kreuzi
Rhodacarellus kreuzi är en spindeldjursart som beskrevs av Wolfgang Karg 1965. Rhodacarellus kreuzi ingår i släktet Rhodacarellus och familjen Rhodacaridae. Inga underarter finns listade i Catalogue of Life.